# 영월 창절서원
창절서원(彰節書院)은 강원특별자치도 영월군 영월읍 영흥리에 있는 서원이다.
1685년 충정공 박팽년(忠正公 朴彭年) 및 사육신을 모시어 배향하기 위해 지어졌고, 1699년 사액을 받았다.
생육신 위패도 함께 모시고 있다.

## 배향인물
- 박팽년(朴彭年)
- 성삼문(成三問)
- 이 개(李 塏)
- 유성원(柳誠源)
- 하위지(河緯地)
- 유응부(兪應孚)
- 김시습(金時習)
- 남효온(南孝溫)
- 박심문(朴審問)
- 엄흥도(嚴興道)

## 같이 보기
- 사육신
- 생육신